# Parco tematico

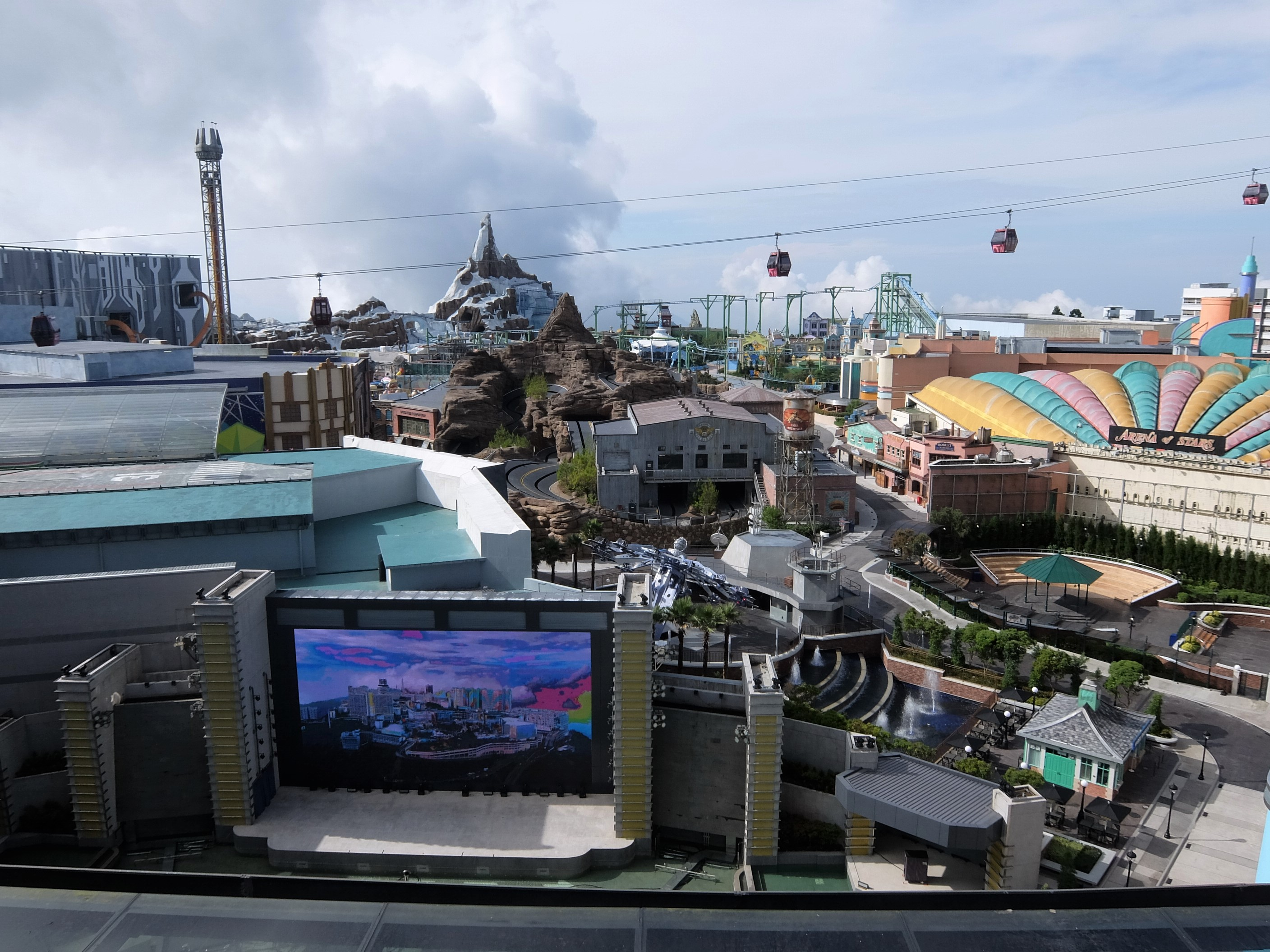
Parco tematico

Il parco tematico (o parco a tema) è un luogo pubblico o commerciale di divertimento e/o d'istruzione destinato anche alle famiglie.

## Tematizzazione dei luoghi di divertimento
La città si tematizza al passo con cui il tessuto urbano diviene sempre più un luogo di commercio oltre che di vita. L'implementazione delle aree adibite a una determinata funzione, da quella abitativa a quella commerciale a quella di svago, non fa altro che seguire una dinamica tematica, e per questo lo studio di questi universi sociali condensati diviene fondamentale al fine di poter percepire a pieno quello che viene nascosto dietro il sipario della teatralizzazione urbana.
La popolarità dei parchi tematici ha portato un'evoluzione dei parchi di divertimento e dei centri commerciali verso contenuti di tipo tematico: "l'uso di un tema portante, ad esempio il western, crea un'organizzazione dello spazio integrata di un sito per consumatori". Ristoranti, case da gioco e altri spazi a tema, benché manchino delle attrazioni tipiche di un parco di divertimento, sono eredi della stessa logica di organizzazione dello spazio.

## Alcuni parchi

### In Italia
- Giocabosco Parco Tematico Didattico (BS)
- Parco museo S'abba frisca - Dorgali (NU)
- Etnaland - Catania
- Gardaland - Gruppo Merlin Entertainments
- Mirabilandia - Gruppo Parques Reunidos
- MagicLand
- Cinecittà World
- Movieland - Gruppo Canevaworld
- AquaParadise - Gruppo Canevaworld
- Leolandia
- Italia in miniatura
- Fiabilandia
- Aquafan
- Aqualandia
- Felifonte, chiuso nel 2009
- Sardegna in miniatura
- Parco tematico dell'aviazione
- Parco Preistorico di Peccioli
- Parco Museo Jalari
- Hydromania
- Edenlandia (NA)
- Parco della Grancia[2]

### In Europa
- Disneyland Paris
- Europa-Park
- PortAventura Park
- Efteling
- Legoland
- Parc Astérix
- Swissminiatur
- Santa Claus Village
- Dream Island